# الإخلاص والنية (كتاب)
الإخلاص والنية. كتاب صنفه الإمام ابن أبي الدنيا والذي يتضمن جملة من الأحاديث النبوية وآثار السلف التي تتكلم عن النية والإخلاص. وهو مع صغر حجمه لكنه نفيس وفيه فوائد جمة وهو مرجع من مراجع كتب التراث الإسلامي.

## وصلات خارجية
```
* 
[ كتاب مسموع
 الإخلاص والنية لابن أبي الدنيا] على 
يوتيوب
.
```